# Hypogastrura subboldorii
Hypogastrura subboldorii är en urinsektsart som beskrevs av Delamare Deboutteville och Albert Jacquemart 1962. Hypogastrura subboldorii ingår i släktet Hypogastrura och familjen Hypogastruridae. Inga underarter finns listade i Catalogue of Life.